# Steatoda grandis
Steatoda grandis är en spindelart som beskrevs av Banks 1901. Steatoda grandis ingår i släktet vaxspindlar, och familjen klotspindlar. Inga underarter finns listade i Catalogue of Life.